# Universidad Hoshi
Universidad Hoshi (星薬科大学 Hoshi yakka daigaku?) es una universidad privada en Shinagawa (Tokio), Japón, especializada en ciencias farmacéuticas. 

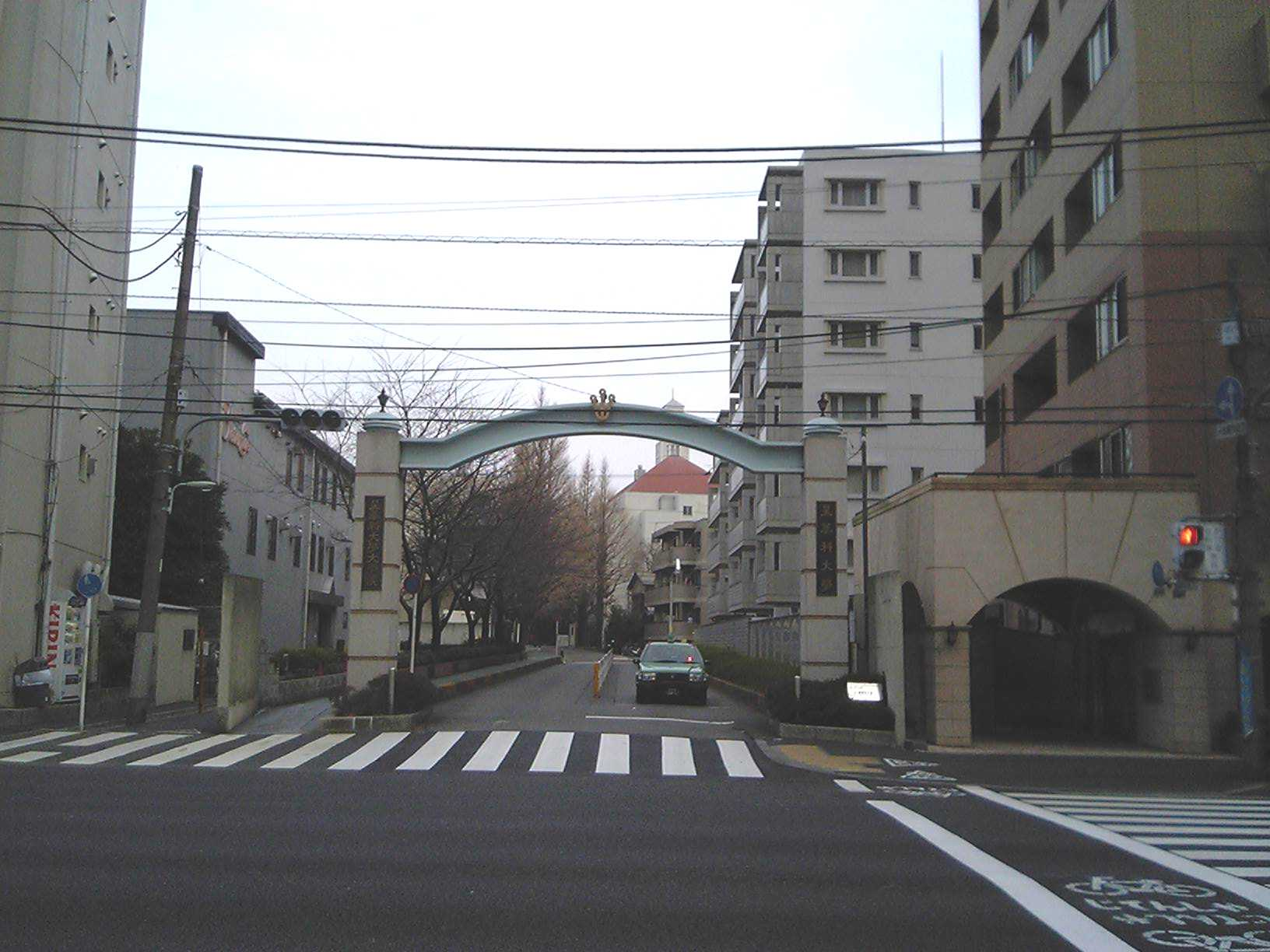
Entrada al Campus de la Universidad Hoshi.

La institución predecesora de la universidad fue fundada en 1922. Después de llegar a ser coeducacional en 1946, alcanzó la categoría de universidad en 1950.

## Historia
La Universidad de Hoshi fue fundada por Hajime Hoshi (1873-1952),  un industrial reconocido como la primera persona en Japón en fabricar de un modo comercial alcaloides como la morfina, la cocaína, la quinina y la atropina. La universidad de Hoshi comenzó su andadura cuando Hoshi abrió una sección educativa en su Hoshi Pharmaceutical Company (Compañía Farmacéutica Hoshi). 
En 1894 Hoshi se trasladó a los Estados Unidos, para estudiar estadística en la Universidad de Columbia en Nueva York, en donde se graduó. Durante su estancia en Nueva York, Hoshi publicó un diario en inglés sobre Japón y América, con la intención dentro de sus limitadas posibilidades de informar a la gente americana sobre la situación de Japón en esos días. Hoshi mismo escribió muchos artículos para el diario hasta su regreso a Japón en l906. 
En 1911 Hoshi creó la Hoshi Pharmaceutical Company, a la que se preocupó de dotar de un centro de guardería, una clínica, una biblioteca y una variedad de centros recreativos, siendo estas iniciativas una expresión del interés en el bienestar de sus empleados, cuando otras compañías de la misma clase presentaban aún unas relaciones laborales anticuadas con sus trabajadores.
Consciente de la importancia de la educación, y la necesidad de levantar el nivel intelectual de sus empleados, Hoshi creó una sección educativa, en su compañía, que fue agrandada en 1922, para convertirse en escuela farmacéutica y comercial de Hoshi, con el propósito de llevar los conocimientos farmacéuticos hasta un nivel más avanzado. Dos años más tarde, el edificio abovedado fue terminado, (actualmente es el edificio principal de la universidad de Hoshi), diseñado por el arquitecto Antenna Raymond tomando como modelo la famosa biblioteca conmemorativa de la Universidad de Columbia, la Low Memorial Library, que había impresionado tan profundamente a Hoshi durante sus años en Nueva York. 
En 1951, y siguiendo la nueva política educativa de Japón, la Hoshi School of Pharmacy (Escuela de Farmacia Hoshi) pasó a ser la Hoshi College of Pharmacy (Facultad de Farmacia Hoshi), comenzando una etapa de educación investigadora superior de ámbito universitario.
Actualmente (2008), la Universidad Hoshi se encuentra entre los centros investigadores más punteros a nivel mundial en lo relacionado con las ciencias farmacéuticas a las que sigue fiel en sus pautas, incorporando el espíritu pionero de su fundador Hajime Hoshi. Siendo su jardín botánico reservorio de plantas medicinales del mundo entero que se utilizan en sus investigaciones.

## Localización
Hoshi University, Ebara 2-4-41, Shinagawa-ku, Tōkyō-to 142-8501 Kantō-chihō, Honshū, Japón.
Planos y vistas satelitales.35°36′N 139°44′E / 35.600, 139.733